# ヨーゼフ・ベネディクト・エングル
ヨーゼフ・ベネディクト・エングル（Joseph Benedikt Engl、1867年7月2日 - 1907年8月25日）は、オーストリア生まれのドイツの漫画家、イラストレータである。

## 略歴
ザルツブルク近くのシャルモース（Schallmoos）に生まれた。父親はバイエルン王国鉄道（Bayerische Staatseisenbahnen）の機関士で母親はオーストリア人であった。少年と青年時代はミュンヘンで育った。2年ほど版画家の見習いをした後、1885年からミュンヘン王立工芸学校（Königliche Kunstgewerbeschule München）で学び、デザイナーとして働くようになり、1888年には雑誌「Automobil- und Radfahrer-Humor」などの人気のある雑誌の出版社に入社した 。1894年に絵入りユーモア雑誌「Fliegende Blätter」に最初のイラストが掲載された。1896年からは、アルベルト・ランゲンがミュンヘンで創刊した風刺新聞「ジンプリチシムス」で働いた。「ジンプリチシムス」ではトーマス・ハイネやフェルディナント・フォン・レズニチェク（Ferdinand von Rezniček）、ルドルフ・ヴィルケ、オラフ・グルブランソン（Olaf Gulbransson）といったイラストレーターたちも働いたが、主要な挿絵画家のうちミュンヘン育ちであったのはエングルだけであった。
兵役中の事故の影響から、除隊後、ミュンヘンで40歳で亡くなった。
1890年頃、エングルはマルガレーテ・フリッツマン(1869-1917)と結婚した。同名の息子のヨーゼフ（Joseph Benedict „Jo“ Engl: 1893-1942）は発明家になり、映画フィルムのい音声を記録する技術を開発したグループの一人となった。

## 作品

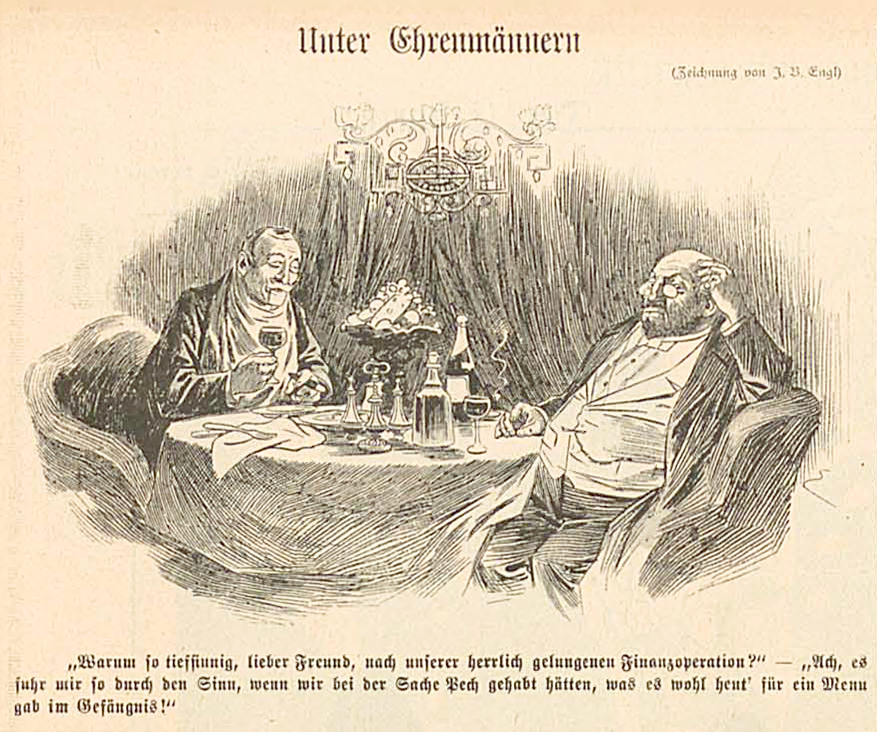
「ジンプリチシムス」の挿絵
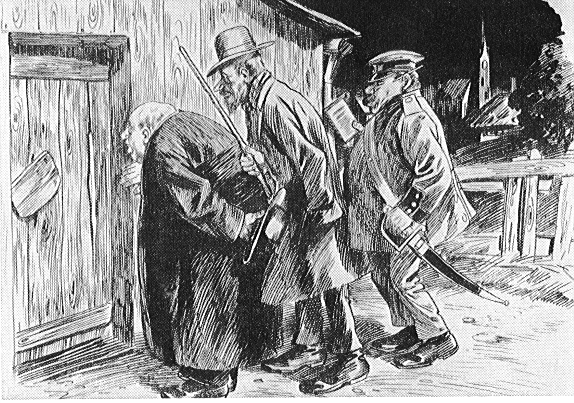
「ジンプリチシムス」の挿絵
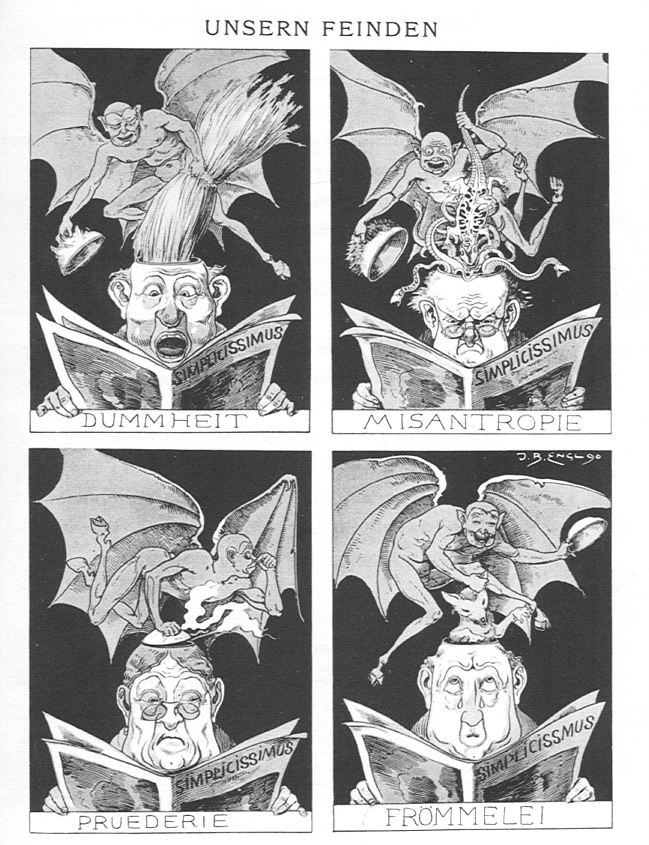
「ジンプリチシムス」の挿絵
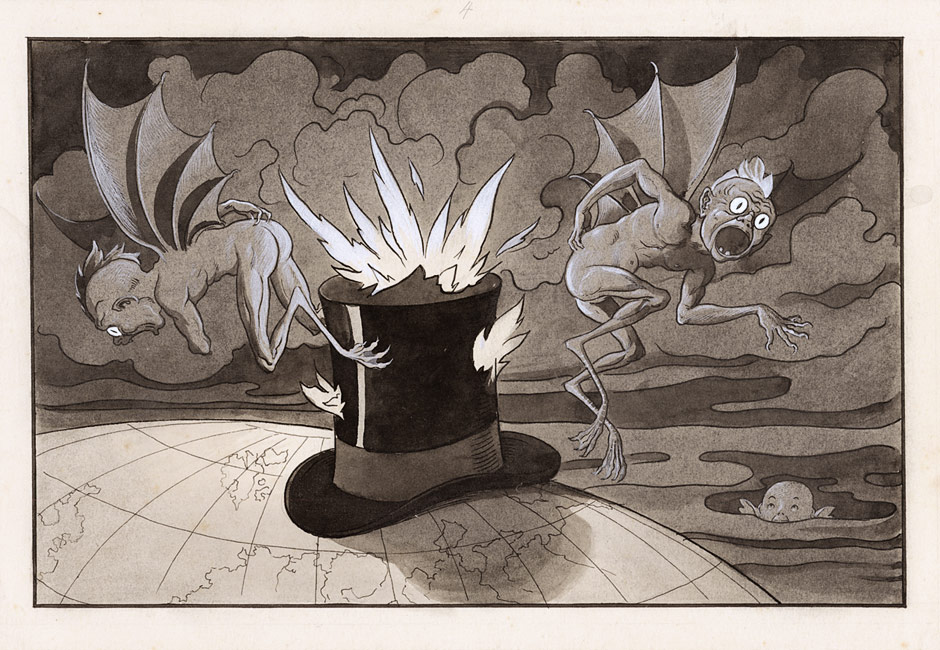